# 高森バスストップ
北緯35度33分30秒 東経137度51分30.3秒 / 北緯35.55833度 東経137.858417度

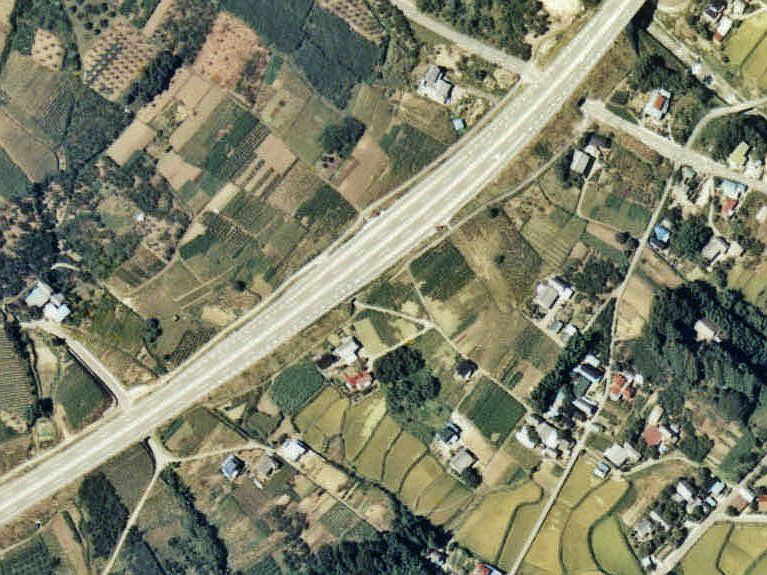
高森バスストップ
（1976年度撮影）。

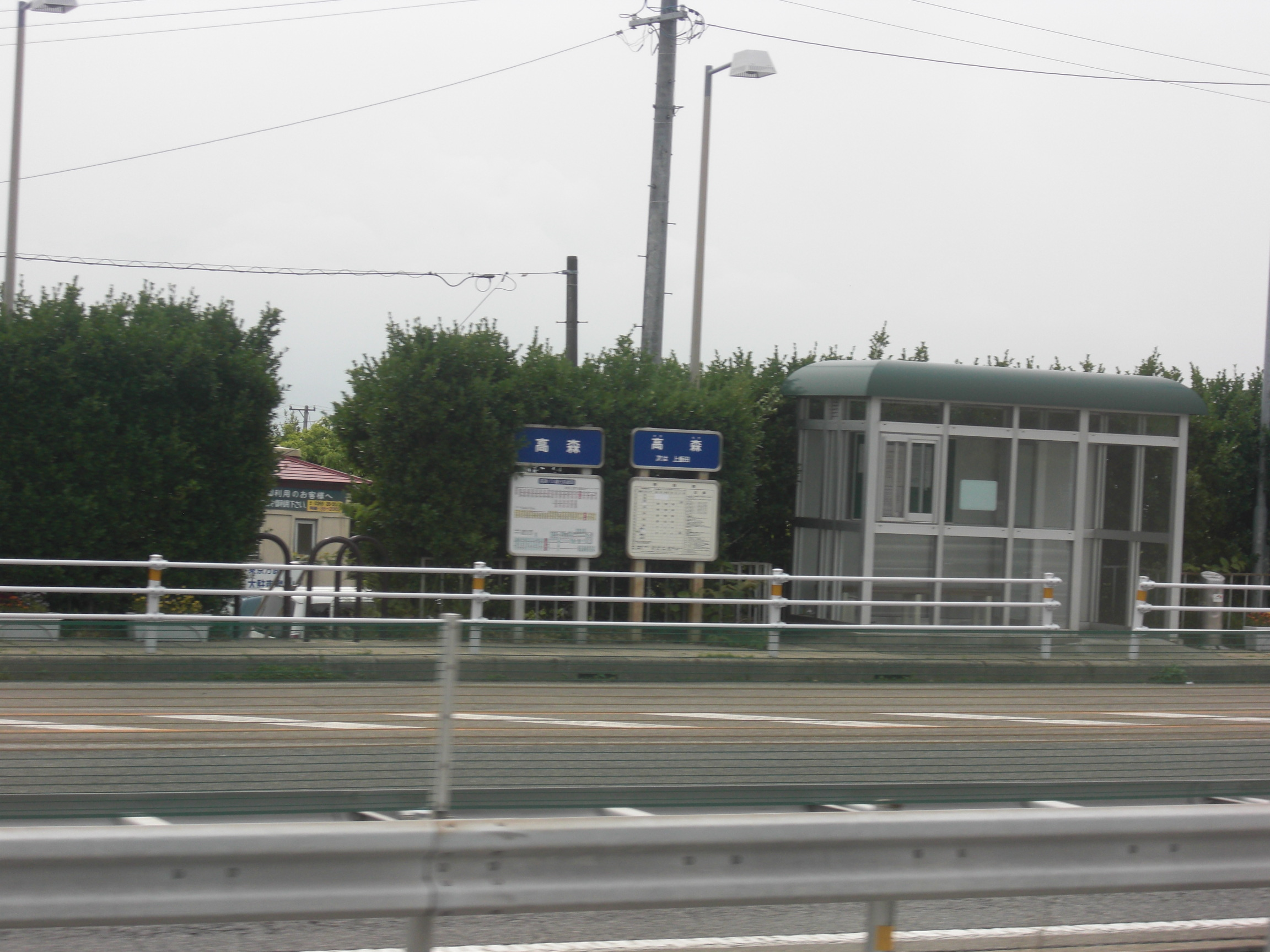
高森バスストップ下り線施設

高森バスストップ（たかもりバスストップ）は、長野県下伊那郡高森町にある中央自動車道上のバス停留所である。
所在地である高森町のほか、天竜川をはさんだ対岸にある豊丘村、喬木村などの最寄の高速バス停である。また駐車場があることなどもあり、近隣のバス停の中では利用者が比較的多い。
2003年に車が突っ込む事故が発生。その際に立て替えられたため下りの待合所の設備だけが新しい。

## 停車する路線
- 飯田 - 新宿線（中央高速バス、信南交通・伊那バス・アルピコ交通・京王バス）
松川BS - 高森BS - 上飯田BS
- 飯田 - 横浜線（ベイブリッジ号、伊那バス）
松川BS - 高森BS - 上飯田BS
- 箕輪・伊那・駒ヶ根 - 名古屋線（中央道高速バス、信南交通・伊那バス・名鉄バス）
松川BS - 高森BS - 上飯田BS
- 箕輪・伊那・駒ヶ根 - 大阪（梅田）・USJ線（アルペン伊那号、信南交通・伊那バス・阪急観光バス）
松川BS - 高森BS - 上飯田BS
- 飯田 - 長野線（みすずハイウェイバス、信南交通・伊那バス・アルピコ交通）
松川BS - 高森BS - 上飯田BS
- 甲府 - 名古屋線（名古屋ライナー甲府号、山梨交通・JR東海バス）
小淵沢BS - 高森BS - 上飯田BS
- 飯田 - 立川線（立川バス、京王バス、伊那バス）
松川BS - 高森BS - 上飯田BS
- 飯田・松川 - 新宿線（トラビスジャパン）
トラビス松川インター - 高森BS - 上飯田BS
- 伊那・駒ヶ根・飯田 - 京都・大阪線（トラビスジャパン）
トラビス松川インター - 高森BS - 上飯田BS

## 主な施設
- トイレ
- 待合所
- 高森町が管理する駐車場。下り側には出迎え程度に使う小さな駐車場しかないが、上り側に未舗装ながら数十台とめられる駐車場がある。無料。

## バス停へのアクセス
- 飯田線市田駅よりタクシーで7分。
- 飯田線市田駅・飯田駅・桜町駅より信南交通バス上市田線(2009.3.31廃止、乗合タクシーに移管)、市田橋停留所より徒歩5分。

町の中心部を離れた場所にあり、一番近いコンビニ（セブン-イレブン高森上市田店）にも徒歩で十数分ほどかかるため、アクセスはよくない。公衆電話・タクシー会社直通電話共に撤去されており、注意。